# Лев Халкидонский
Лев Халкидонский — византийский церковный деятель XI века, епископ Халкидона, известный своей оппозицией в период с 1081 по 1091 годы проводимой императором Алексеем I Комнином (1081—1118) церковной политике.

## Биография
Придя к власти в результате переворота, Алексей I сместил константинопольского патриарха Косьму и добился избрания поддерживаемого его матерью монаха Евстратия Гариду. В результате новая династия получила сильную поддержку в монашеских кругах. В начале правления Алексея I возобновились войны с норманнами. Формальным повод стало желание Роберта Гвискара отомстить за прежнего императора, Михаила VII, чей сын был женат на дочери Гвискара. Для финансирования этой войны Алексей решился на конфискацию церковного имущества. Предварительно он посоветовался с «благочестивыми людьми», к числу которых, по мнению историка М. Анголда, мог принадлежать святой Кирилл Филеот. Однако потерпев поражение при Диррахии в октябре 1081 года он столкнулся с противодействием со стороны церкви. Оппозицию возглавил влиятельный в церковных и светских кругах епископ Лев Халкидонский. Одним из требований оппозиционеров стало восстановление на престоле патриарха Косьмы. Лев обвинял нового патриарха в пособничестве конфискациям, и, по его мнению, он был не лучше иконоборцев. С целью защиты патриарха Алексей в 1082 году издал хрисовул, в котором обещал более не прибегать к конфискациям и возвратить отнятое когда появится такая возможность.
Однако это не прекратило деятельности Льва против патриарха Евстафия. Сторонники Льва обвинили патриарха в мессалианстве. Для разбора этого обвинения была созвана специальная комиссия, которая нашла патриарха невиновным, однако тот предпочёл добровольно отречься от престола. Тем не менее, это не спасло его от дальнейшего преследования со стороны Льва, который начал требовать исключения Евстратия из церковных диптихов. Новый патриарх Николай III и большинство иерархов не поддержали это требование. В результате Лев утратил поддержку в церкви. В 1085 году со смертью Роберта Гвискара внешнее давление на империю ослабло и Алексей I смог добиться осуждения Льва за незаконное преследование Гариды. В результате Лев был отправлен в изгнание, а император издал указ о допустимости секуляризации церковного имущества. В 1094 году на созванном в Константинополе соборе произошло примирение Льва Халкидонского с церковью.